# Mark Koevermans
Mark Koevermans (Róterdam, 3 de febrero de 1968) es un tenista neerlandés. En su carrera ha conquistado cinco torneos a nivel ATP, su mejor posición fue Nº37 en mayo de 1991. 

## Títulos (5; 1+4)

### Individuales (1)
| Leyenda                |
| Grand Slam (0)         |
| Tennis Masters Cup (0) |
| ATP Masters Series (0) |
| ATP Tour (1)           |

| N.º | Fecha | Torneo | Superficie    | Oponentes en la final | Resultado     |
| --- | ----- | ------ | ------------- | --------------------- | ------------- |
| 1.  | 1990  | Atenas | Tierra batida | Franco Davín          | 5-7, 6-4, 6-1 |

### Dobles (4)
| Leyenda                |
| Grand Slam (0)         |
| Tennis Masters Cup (0) |
| ATP Masters Series (1) |
| ATP Tour (3)           |

| N.º | Fecha | Torneo     | Superficie    | Pareja        | Oponentes en la final            | Resultado     |
| --- | ----- | ---------- | ------------- | ------------- | -------------------------------- | ------------- |
| 1.  | 1991  | Estoril    | Tierra batida | Paul Haarhuis | Tom Nijssen Cyril Suk            | 6–3, 6–3      |
| 2.  | 1991  | Atenas     | Tierra batida | Jacco Eltingh | Menno Oosting Olli Rahnasto      | 5–7, 7–6, 7–5 |
| 3.  | 1992  | Amersfoort | Tierra batida | Paul Haarhuis | Marten Renström Mikael Tillström | 6–7, 6–1, 6–4 |
| 4.  | 1992  | Hamburgo   | Tierra batida | Paul Haarhuis | Grant Connell Patrick Galbraith  | 6–4, 6–7, 7–6 |